# 17 марта
17 марта — 76-й день года (77-й в високосные годы) по григорианскому календарю.
До конца года остаётся 289 дней.
До 15 октября 1582 года — 17 марта по юлианскому календарю, с 15 октября 1582 года — 17 марта по григорианскому календарю.
В XX и XXI веках соответствует 4 марта по юлианскому календарю.

## Праздники и памятные дни
См. также: Категория:Праздники 17 марта

### Национальные
- Ирландия — День святого Патрика.
- США, Бостон — День эвакуации (в 1776 году английские войска эвакуируются из Бостона).
- Италия, Древний Рим — в честь богов Либера, Либеры и Цереры (божества земледелия и плодородия) отмечался праздник Либералии.
- Таиланд — День национального бокса Муай Тай.

### Религиозные

#### Католицизм
- Память Гертруды Нивельской;
- память святого Патрика;
- память Иосифа Аримафейского.

#### Православие[2]
- Память преподобного Герасима, иже на Иордане (451);
- память преподобного Герасима Вологодского (1178);
- память благоверного князя Даниила Московского (1303);
- память благоверного князя Василия (Василько) Ростовского (1238);
- память преподобного Иоасафа Снетногорского, Псковского (1299);
- память мучеников Павла Птолемаидского и Иулиании (ок. 273);
- память преподобного Иакова, постника (VI)[3];
- перенесение мощей благоверного князя Вячеслава Чешского (938);
- память святителя Григория, епископа Констанции Кипрской;
- память священномученика Александра Лихарёва, пресвитера (1938).

### Именины
- Католические: Гертруда, Иосиф, Патрик.
- Православные: Акакий, Александр, Василий, Вячеслав, Георгий, Герасим, Григорий, Даниил, Иоасаф, Кондрат, Павел, Стратоник, Ульяна, Яков.

## События
См. также: Категория:События 17 марта

### До XIX века
- 45 до н. э. — произошла битва при Мунде между войсками республиканцев и Цезаря, закончившаяся блестящей победой последнего и практически положившая конец гражданской войне Цезаря и Помпея.
- 432 — легенда связывает этот день со Святым Патриком.
- 624 — первое крупное сражение между мусульманами и курайшитами, известное как Битва при Бадре.
- 1521 — экспедиция Фернана Магеллана открыла Филиппины, ступив на один из островов архипелага — Хомонхон[англ.].
- 1611 — начало Московского восстания. Польско-литовский гарнизон, приняв спор на рынке за начало бунта, устроил резню в Москве. В итоге только в Китай-городе погибло около 7000 москвичей.
- 1775 — Договор при Сикамор-Шоалс
- 1776 — в ходе Канадской экспедиции американские войска заняли осаждённый Бостон.
- 1800 — на рейде Ливорно загорелся и взорвался британский линейный корабль «Королева Шарлотта». Из 859 человек на борту погибло 673.

### XIX век
- 1816 — пароход «Элиза» стал первым пароходом, пересёкшим пролив Ла-Манш.
- 1825 — в испанской части острова Санто-Доминго провозглашено создание Доминиканской республики.
- 1845 — англичанин Стивен Перри запатентовал канцелярскую резинку.
- 1848 -  Фердинанд I учреждает должность главы правительства Венгрии и назначает Лайоша Баттьяни первым в истории Венгрии главой этого правительства, то есть первым премьер-министром Венгрии.
- 1860 — началась Первая таранакская война.
- 1861
  - Обнародован манифест Александра II об отмене крепостного права.
  - Провозглашено Итальянское королевство.
- 1862 — официально открыта первая железная дорога в Финляндии между городами Хельсинки и Хямеэнлинна
- 1898 — первое исполнение классической неаполитанской песни ’O sole mio.
- 1899
  - Послан первый радиосигнал бедствия, вызывая на помощь коммерческому судну, севшему на мель в Песках Гудвина (побережье графства Кент, Англия).
  - Американский астроном Уильям Пикеринг открыл Фебу, спутник Сатурна.[источник не указан 1285 дней]

### XX век
- 1917 — в Киеве образована Центральная Рада (Центральный совет) под председательством историка М. С. Грушевского.
- 1922 — усадьба А. С. Пушкина в селе Михайловском, его могила в Святогорском монастыре и близлежащие места — Тригорское, Городище и деревня Воронич — объявлены Государственным заповедником.
- 1927 — в Ленинграде, на заводе «Светлана», начато производство миниатюрных лампочек для карманных фонарей[источник не указан 382 дня].
- 1929 — после студенческих волнений правительством Испании закрыт Мадридский университет Комплутенсе.
- 1932 — Финляндия заказала[у кого?] 875 тысяч бутылок спиртного в знак смягчения сухого закона[источник не указан 382 дня][значимость факта?].
- 1937 — введение в Квебеке Закона навесного замка, запрещавшего прокоммунистическую и социалистическую агитацию.
- 1941 — в Вашингтоне открыта Национальная галерея искусства.
- 1948
  - Подписан Брюссельский пакт о создании военно-политического Западного союза в составе Бельгии, Великобритании, Люксембурга, Нидерландов и Франции.
  - В Калифорнии возникла моторизованная банда «Ангелы ада».
- 1950 — в США объявлено об открытии 98-го химического элемента — калифорния.
- 1951 — Украинская повстанческая армия (УПА) призвала США помочь ей в борьбе с СССР[источник не указан 558 дней].
- 1959
  - Американская подводная лодка SSN-578 «Skate», пробив рубкой слой льда, всплыла на Северном полюсе.
  - В ночь на 17 марта Далай-лама XIV и его сторонники бежали из Тибета в индийский город Дхарамсала. Там было сформировано тибетское правительство в изгнании, существующее по сей день.
- 1960 — в Японии поступили в продажу разноцветные фломастеры.
- 1963 — извержение вулкана Агунг на острове Бали, более 1100 погибших.
- 1966 — первый пуск с космодрома Плесецк: ракетой-носителем «Восток-2» на орбиту Земли выведен искусственный спутник «Космос-112».
- 1969 — 70-летняя Голда Меир стала первой женщиной на посту премьер-министра Израиля.
- 1979 — катастрофа Ту-104 во Внукове с 59 погибшими, спровоцировавшая окончательное прекращение регулярной лётной эксплуатации этой модели в гражданской авиации к концу года.
- 1980 — британский парламент проголосовал за бойкот московской Олимпиады.
- 1985
  - Серийный убийца Ричард Рамирес по прозвищу «Ночной охотник» совершил первые два преступления.
  - Начало работы Всемирной выставки Экспо-85 в городе Цукуба, префектура Ибараки, Япония.
- 1989 — в египетском городе Эль-Гиза неподалёку от пирамиды Хеопса найдена мумия женщины, погребённой около 2600 года до нашей эры.
- 1991 — прошёл Всесоюзный референдум, на котором три четверти голосовавших высказались за сохранение СССР. Одновременно в российском референдуме 70 % проголосовали за введение поста президента РСФСР.
- 1992
  - На референдуме белое население ЮАР приняло новую конституцию, уравнивающую в правах белых и чёрных граждан страны.
  - Теракт в Буэнос-Айресе, в результате взрыва погибло 29 человек, 242 получили ранения.
- 1994 — в воздушном пространстве Азербайджана, близ города Степанакерт (Ханкенди), армянскими вооружёнными силами был сбит военно-транспортный самолёт C-130 Hercules иранских ВВС, перевозивший из Москвы в Тегеран семьи иранских дипломатов. Погибли 19 пассажиров (все — женщины и дети) и 13 членов экипажа.
- 1995 — вооружённые столкновения между ОПОН и армейскими подразделениями в столице Азербайджана — Баку.
- 2000 — в Уганде погибли около 530 членов секты «Движение за возрождение десяти заповедей Бога» (убийство или самоубийство). Позднее ещё 248 человек были обнаружены мёртвыми.

### XXI век
- 2003 — лидер палаты общин Робин Кук покинул кабинет министров Великобритании в знак несогласия с решением правительства по вторжению в Ирак (началось 20 марта)
- 2004 — в Косово начались двухдневные погромы, в результате которых было сожжено 34 храма и монастыря[4][5].
- 2016 — провозглашено создание «Демократической Федерации Рожава — Северная Сирия» (Сирийский Курдистан)
- 2023 — Международный уголовный суд в Гааге выдал ордер на арест президента России Владимира Путина и уполномоченной по правам ребёнка Марии Львовой-Беловой[6].
- 2024 — завершились президентские выборы в России. Объявлено, что Путин набрал 87 % голосов при явке в 77 %.

## Родились
См. также: Категория:Родившиеся 17 марта

### До XIX века

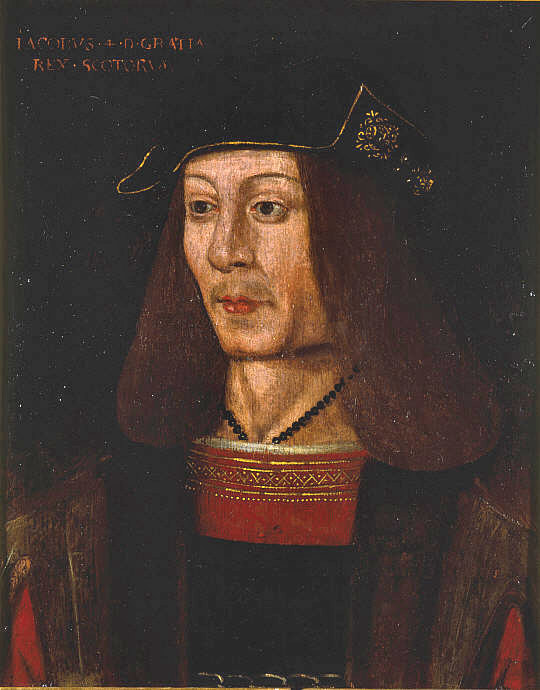
Яков IV

- 763 — Харун ар-Рашид (ум. 809), арабский халиф, правитель Аббасидского халифата (786—809).
- 1231 — Император Сидзё (ум. 1242), 87-й император Японии (1232—1242).
- 1473 — Яков IV (ум. 1513), король Шотландии (1488—1513), из династии Стюартов.
- 1524 — Диего де Ланда Кальдерон (ум. 1579), второй епископ Юкатана, исследователь цивилизации майя.
- 1628 — Франсуа Жирардон (ум. 1715), французский скульптор-классицист.
- 1685 — Жан-Марк Натье (ум. 1766), французский живописец.
- 1725 — Лэклен Макинтош (ум. 1806), американский генерал.
- 1781 — Доминик Жак де Эренс (ум. 1840), нидерландский политический, государственный и военный деятель, генерал-майор, военный министр (1830—1834), генерал-губернатор Голландской Ост-Индии (1836—1840).
- 1787 — Эдмунд Кин (ум. 1833), английский актёр эпохи романтизма.

### XIX век
- 1822 — Мухаммед Саид-паша (ум. 1863), паша Египта (1854—1863).

- 1834 — Готтлиб Даймлер (ум. 1900), немецкий инженер, конструктор и промышленник, создатель первого мотоцикла и одного из первых автомобилей.
- 1836 — Алексей Кожевников (ум. 1902), врач-психиатр, один из основоположников невропатологии в России.

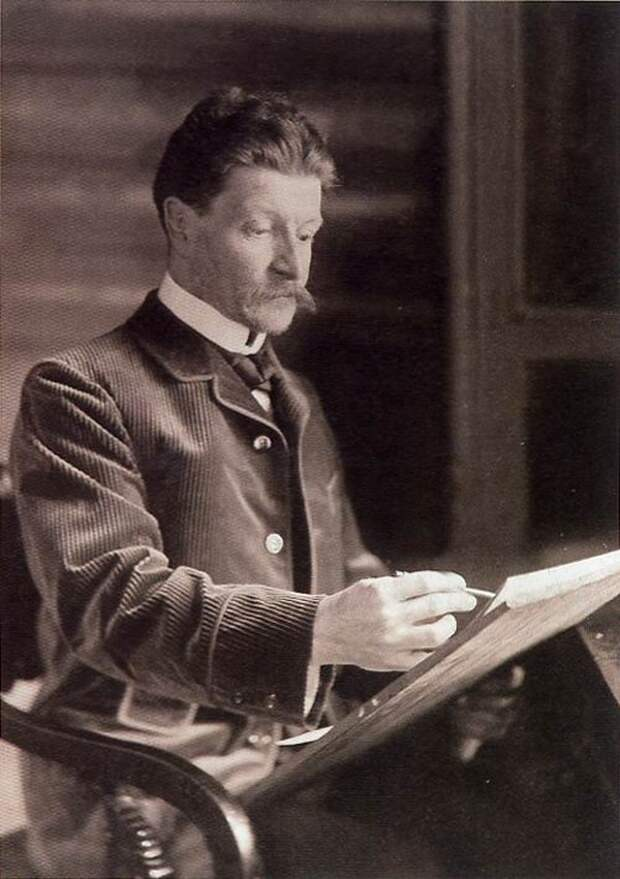
Врубель

- Врубель1856 — Михаил Врубель (ум. 1910), российский художник.
- 1857 — Алексей Бах (ум. 1946), российский и советский биохимик, академик АН СССР.
- 1865 — Габриэль Нарутович (ум. 1922), польский государственный деятель, первый президент Польши.
- 1872 — Алексей Архангельский (ум. 1959), русский военачальник, генерал-лейтенант (1917). Начальник Главного штаба (1917—1918). Участник Белого движения.
- 1874 — Макс Кюсс (погиб в 1942), российский и советский военный музыкант, капельмейстер и композитор, автор вальса «Амурские волны».
- 1879 — Жорж Буржен (ум. 1958), французский историк.
- 1881 — Вальтер Гесс (ум. 1973), швейцарский физиолог, лауреат Нобелевской премии (1949).
- 1885 — Генри Тейлор (ум. 1951), британский пловец, трёхкратный чемпион и дважды призёр летних Олимпийских игр.
- 1886 — Вильгельм Франц Рёс[нем.] (ум. 1945), немецкий дирижёр и композитор.
- 1891 — Матвей Манизер (ум. 1966), скульптор, народный художник СССР, в 1947—1966 гг. вице-президент АХ СССР.
- 1898 — Николай Смирнов-Сокольский (ум. 1963), советский артист эстрады, библиограф, историк книги.

### XX век
- 1901 — Альфред Ньюман (ум. 1970), американский кинокомпозитор и дирижёр.
- 1903 — Юрий Дольд-Михайлик (ум. 1966), украинский советский писатель.
- 1905 — Алексей Горегляд (ум. 1986), советский государственный деятель.
- 1906 — Бригитта Хельм (ум. 1996), немецкая киноактриса.
- 1907 — Такэо Мики (ум. 1988), японский политический и государственный деятель, премьер-министр Японии (1974—1976).
- 1908 — Борис Полевой (ум. 1981), советский писатель, в 1967—1981 гг. главный редактор журнала «Юность».
- 1909 — Владимир Бармин (ум. 1993), конструктор реактивных пусковых установок, ракетно-космических и боевых стартовых комплексов, один из основоположников советской космонавтики.
- 1910 — Уринбой Рахмонов (ум. 1980), советский киргизский актёр, театральный деятель, художественный руководитель и главный режиссёр Ошского драматического театра.
- 1914 — Хуан Карлос Онганиа (ум. 1995), аргентинский военный и политический деятель, фактический глава Аргентины.
- 1919 — Нэт Кинг Коул (ум. 1965), американский джазовый музыкант и певец.
- 1920 — Муджибур Рахман (ум. 1975), политический и государственный деятель Пакистана и Бангладеш, первый президент (1971—1972) и второй премьер-министр Бангладеш (1972—1975).
- 1924 — Алексей Цветков (ум. 2009), советский и российский скульптор-анималист.
- 1925 — Юлия Борисова (ум. 2023), актриса театра им. Вахтангова, киноактриса, народная артистка СССР.
- 1926 — Зигфрид Ленц (ум. 2014), немецкий писатель.
- 1928 — Улдис Жагата (ум. 2015), латвийский артист балета, балетмейстер, хореограф, педагог, народный артист СССР.
- 1930 — Джеймс Ирвин (ум. 1991), американский астронавт, участник 4-й лунной экспедиции, 8-й человек, побывавший на Луне.
- 1932 — Олег Бакланов (ум. 2021), советский хозяйственный и политический деятель, участник ГКЧП.
- 1933 — Пентти Линносвуо (ум. 2010), финский стрелок из пистолета, двукратный олимпийский чемпион.
- 1936 — Томас Кеннет Маттингли (ум. 2023), американский астронавт, участник программы «Аполлон». Один из 24 человек, которые долетели до Луны. Совершил три космических полёта, главный специалист по спасению «Аполлона-13».
- 1938 — Рудольф Нуреев (ум. 1993), советский, британский и французский артист балета и балетмейстер.
- 1939 — Джованни Трапаттони, итальянский футболист и тренер.
- 1941 — Виталий Логвиновский (ум. 2019), театральный актёр, народный артист России.
- 1942 — Джон Уэйн Гейси (казнён в 1994), американский серийный убийца и насильник.
- 1945
  - Владислав Пази (ум. 2006), советский и российский театральный режиссёр.
  - Патти Бойд, бывшая английская модель, жена Джорджа Харрисона и Эрика Клэптона.
- 1946 — Сидни Ром, итальянская актриса и певица.
- 1947
  - Александр Аркади, французский кино- и театральный режиссёр.
  - Аристарх Ливанов, актёр театра и кино, народный артист Российской Федерации.
  - Юрий Чернавский, советский и американский композитор, музыкант, продюсер, заслуженный артист РСФСР.
- 1948 — Уильям Гибсон, американский писатель-фантаст.
- 1949
  - Даниэль Лавуа, канадский автор песен, композитор, певец и актёр.
  - Бернар Фарси, французский комедийный актёр.
- 1951 — Курт Рассел, американский актёр, продюсер и сценарист.
- 1955 — Гари Синиз, американский актёр.
- 1957 — Дмитрий Астрахан, российский режиссёр театра и кино.
- 1959 — Андрей Белоусов, министр обороны Российской Федерации (с 2024 года).
- 1961 — Александр Бард, шведский музыкант, певец, композитор, поэт, музыкальный продюсер, социолог, владелец одной из крупнейших в Швеции интернет-компаний, киберфилософ. Участник проектов Army of Lovers, Vacuum, BWO, Alcazar, Gravitonas.
- 1962 — Олег Кожемяко, российский государственный и политический деятель, губернатор Корякского автономного округа (2005—2007), Амурской (2008—2015), Сахалинской (2015—2018) областей и Приморского края (с 2018).
- 1964 — Жак Сонго’о, камерунский футболист и тренер.
- 1966 — Хосе Гарсиа, французский актёр.
- 1967 — Билли Корган, американский рок-музыкант, лидер группы «The Smashing Pumpkins».
- 1969 — Александр Маккуин (ум. 2010), английский модельер, основатель дома моды Alexander McQueen.
- 1972 — Оксана Грищук, советская и российская фигуристка, первая двукратная олимпийская чемпионка в танцах на льду (в паре с Евгением Платовым).
- 1974
  - Мариса Кафлан, американская актриса, сценарист и кинопродюсер.
  - Сергей Кравцов, российский государственный деятель, министр просвещения Российской Федерации (с 2020).
- 1979 — Коко Остин, американская фотомодель и актриса.
- 1981 — Кайл Корвер, американский баскетболист
- 1983 — Аттила Вайда, венгерский гребец-каноист, олимпийский чемпион (2008).
- 1986 — Эдин Джеко, боснийский футболист.
- 1988 — Граймс, канадская певица.
- 1992 — Джон Бойега, английский актёр.
- 1994 — Марсель Забитцер, австрийский футболист, полузащитник.
- 1997 — Кэти Ледеки, американская пловчиха, 7-кратная олимпийская чемпионка, 21-кратная чемпионка мира.

## Скончались

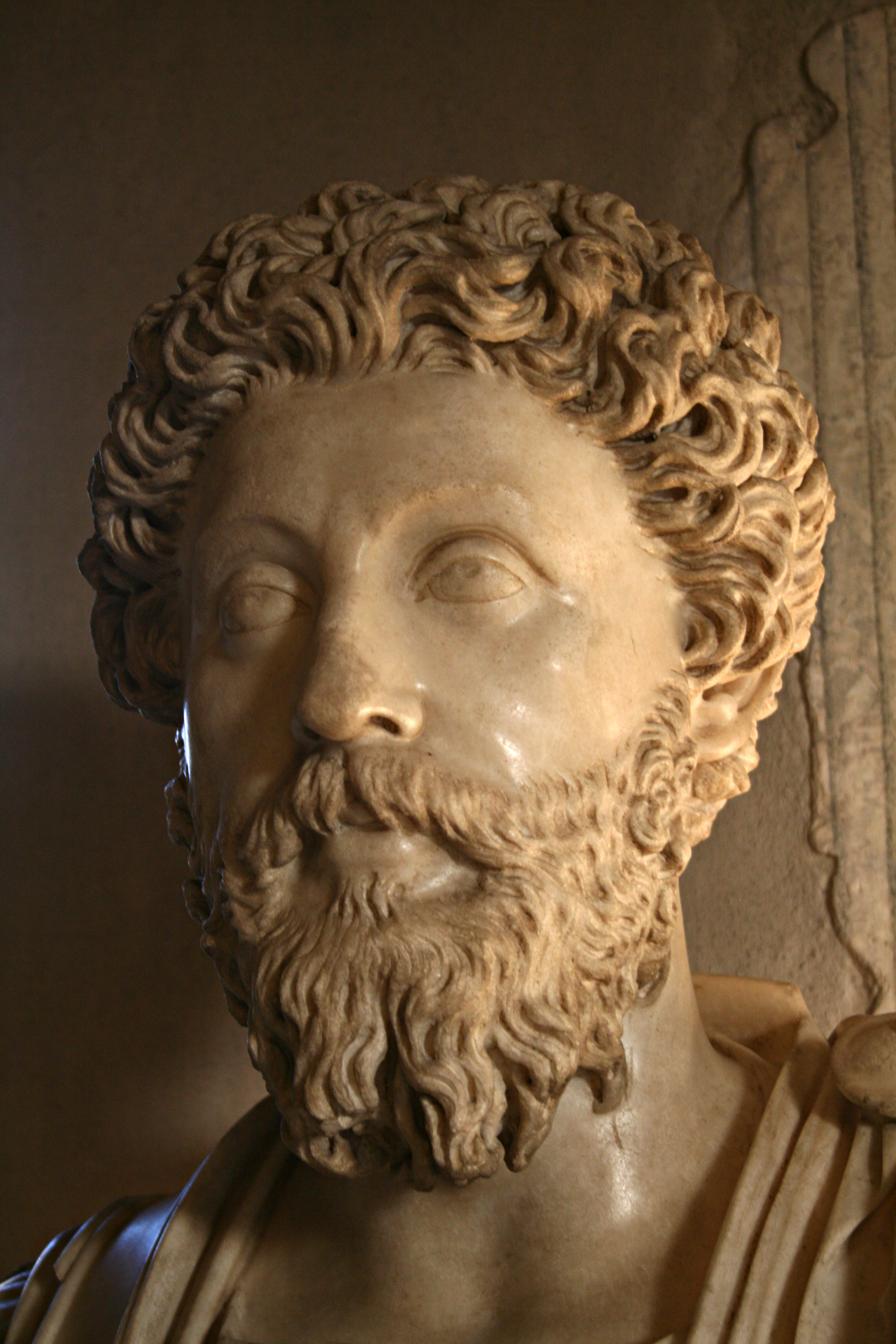
Марк Авре́лий Антони́н

См. также: Категория:Умершие 17 марта

### До XIX века

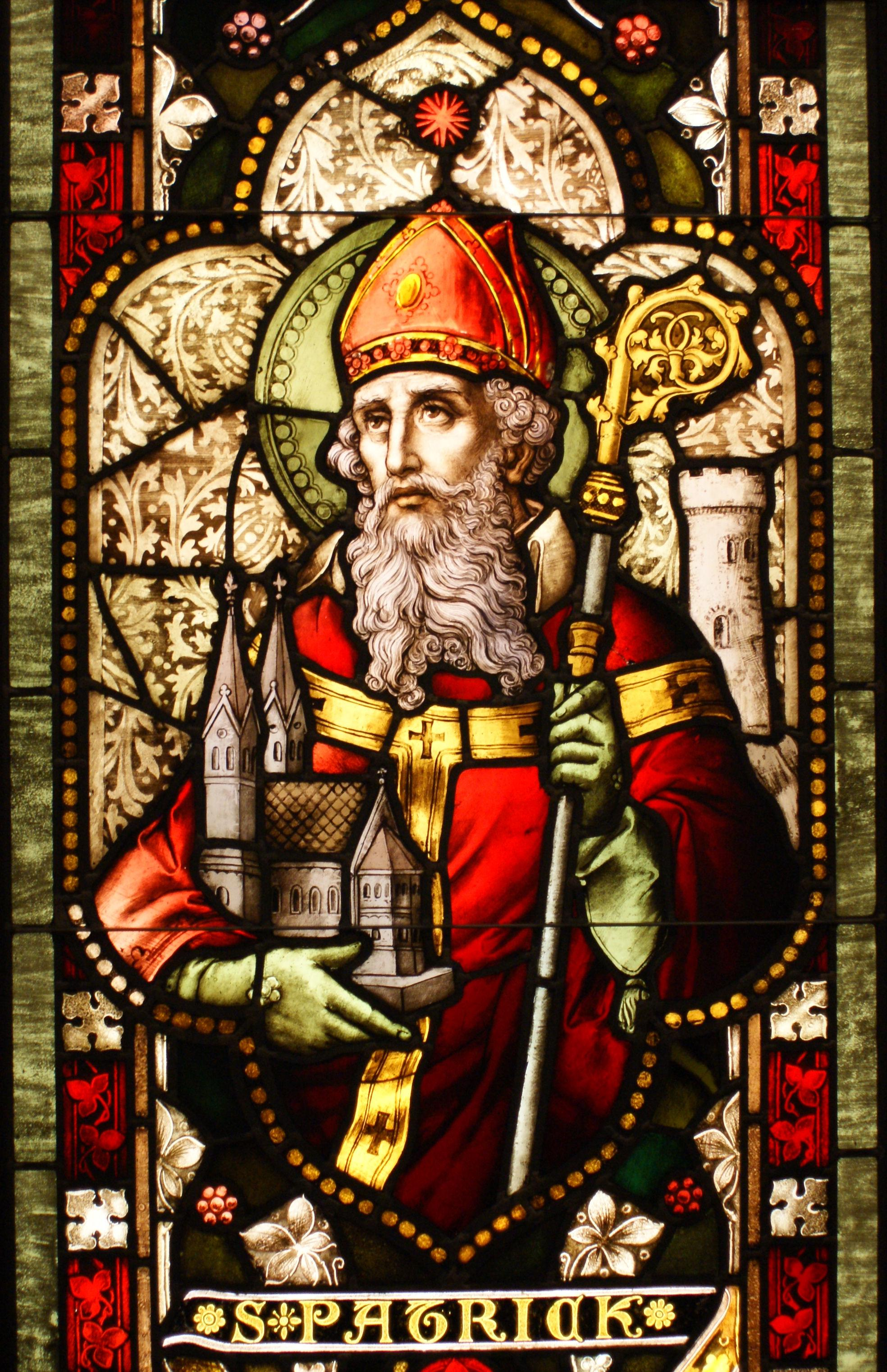
Святой Патрик

- 45 — Публий Аттий Вар и Тит Лабиен, древнеримские полководцы (погибли в битве при Мунде).
- 180 — Марк Аврелий Антонин (р. 121), римский император (161—180), философ.
- 461 — Святой Патрик, католический святой, покровитель Ирландии.
- 1406 — Ибн Хальдун (р. 1332), арабский мусульманский философ, историк, социолог.
- 1483 — Макарий Калязинский (р. до 1402), преподобный Русской церкви[7].
- 1619 — Денис Калверт (р. 1540), итальянский художник болонской школы, по происхождению фламандец.
- 1680 — Франсуа де Ларошфуко (р. 1613), французский писатель-моралист, герцог и пэр Франции, участник Фронды.
- 1713 — казнён Юрай Яношик (р. 1688), легендарный словацкий разбойник.
- 1736 — Джованни Перголези (р. 1710), итальянский композитор, скрипач и органист.
- 1741 — Жан Батист Руссо (р. 1670), французский поэт-сатирик, автор эпиграмм.
- 1748 — Пьетро Джанноне (р. 1676), итальянский историк и литератор.
- 1765 — Паоло Фонтана (р. 1696), итальянский архитектор.
- 1782 — Даниил Бернулли (р. 1700), швейцарский физик, механик и математик, член нескольких европейских академий.

### XIX век
- 1817 — Павел Авросимов (р. 1752), генерал-майор русской армии, участник Кавказской войны и Анапского похода 1790 г.
- 1830 — Лоран де Гувион Сен-Сир (р. 1764), маршал Франции (с 1812), военный министр (1815 и 1817—1819).
- 1846 — Фридрих Вильгельм Бессель (р. 1784), немецкий математик и астроном.
- 1847 — Гранвиль (наст. имя Жан Игнас Исидор Жерар; р. 1803), французский карикатурист, график, иллюстратор произведений Свифта и Дефо.
- 1853 — Кристиан Доплер (р. 1803), австрийский физик и математик.
- 1863 — Николай Уткин (р. 1780), русский художник-гравёр, преподаватель и профессор Петербургской АХ.
- 1885 — князь Николай Алексеевич Орлов (р. 1827), русский дипломат, военный писатель и общественный деятель.
- 1889 — Джозеф Альберт Альбердингк Тим (р. 1820), голландский писатель, поэт, издатель и художественный критик.
- 1893 — Жюль Ферри (р. 1832), премьер-министр Франции (1880—1881), министр иностранных дел (1879—1885).

### XX век
- 1917 — убит Адриан Непенин (р. 1871), русский военно-морской деятель, командующий Балтийским флотом (1916—1917).
- 1921 — Николай Жуковский (р. 1847), русский учёный-механик, основоположник гидро- и аэродинамики.
- 1926 — Алексей Брусилов (р. 1853), русский военный деятель, генерал от кавалерии.
- 1937 — Джозеф Остин Чемберлен (р. 1863), британский политический и государственный деятель, лауреат Нобелевской премии мира (1925).
- 1942 — расстреляна Нада Димич (р. 1923), югославская партизанка, Народный герой Югославии.
- 1944 — погиб Василий Адонкин (р. 1913), советский лётчик, герой Великой Отечественной войны, Герой Советского Союза.
- 1947 — Карел Андел (р. 1884), чехословацкий астроном и селенограф, составитель карты Луны.
- 1949 — Александра Экстер (р. 1882), русско-французская художница-авангардистка.
- 1956 — Ирен Жолио-Кюри (р. 1897), французская женщина-физик, лауреат Нобелевской премии по химии (1935).
- 1959 — Галактион Табидзе (р. 1892), грузинский советский поэт.
- 1976 — Лукино Висконти (р. 1906), итальянский режиссёр театра и кино, один из основоположников неореализма.
- 1977 — Василь Земляк (наст. имя Вацлав Вацек; р. 1923), украинский советский писатель и киносценарист.
- 1984 — Константин Бадигин (р. 1910), советский исследователь Арктики, Герой Советского Союза, писатель.
- 1991 — Иван Воробьёв (р. 1921), советский лётчик, дважды Герой Советского Союза.
- 1993 — Мария Барабанова (р. 1911), актриса театра и кино, народная артистка РСФСР.
- 1994 — Май Сеттерлинг (р. 1925), шведская актриса театра и кино, сценаристка, режиссёр.
- 1995 — Владимир Бунчиков (р. 1902), певец (лирический баритон), заслуженный артист РСФСР.
- 1996 — Рене Клеман (р. 1913), французский кинорежиссёр.
- 2000 — Владимир Арбеков (р. 1927), советский режиссёр мультипликационных фильмов.

### XXI век
- 2002
  - Нух Берзегов (р. 1925), советский государственный и партийный деятель, 1-й секретарь Областного комитета КПСС Адыгейской АО (1960—1983).
  - Кристиан фон Кроков (р. 1927), немецкий политолог и писатель.
- 2003 — Герберт Аптекер (р. 1915), американский историк-марксист и публицист.
- 2007 — Джон Бэкус (р. 1924), американский математик, создатель языка программирования Фортран.
- 2011 — Майкл Гоф (р. 1916), британский актёр, лауреат премии «Тони».
- 2012 — Иван Демьянюк (р. 1920), бывший гражданин США советского происхождения, признанный виновным в совершении военных преступлений.
- 2014 — Андрей Денников (р. 1978), российский театральный актёр и режиссёр-постановщик, заслуженный артист РФ.
- 2017 — Дерек Уолкотт (р. 1930), поэт и драматург, уроженец Сент-Люсии, лауреат Нобелевской премии (1992).
- 2019 — Юрий Шиллер (р. 1942), советский и российский кинорежиссёр-документалист.
- 2020
  - Эдуард Лимонов (р. 1943), писатель и политик, один из лидеров коалиции «Другая Россия», лидер запрещённой Национал-большевистской партии.
  - Бетти Уильямс (р. 1943), британская пацифистка, основательница Сообщества мирных людей, лауреат Нобелевской премии мира (1976).
- 2022 — Энтони Нэш (р. 1936), британский бобслеист, олимпийский чемпион (1964), чемпион мира.
- 2024
  - Нуну Жудисе (р. 1949), португальский филолог, поэт, драматург, эссеист.
  - Стив Харли (р. 1951), британский рок-музыкант, певец и автор песен.

## Народный календарь, приметы и фольклор Руси
Герасим Грачевик.
- Коли грачи прилетели, то значит, что через три недели можно будет начинать посевную.
- Если грачи прилетели, через месяц снег сойдёт.
- Коли грачи «играют», это значит, что хорошая погода будет.
- Если грачи кричат, значит погода скоро испортится (скорее всего будет дождь).
- Коли на Герасима прилетят грачи, то это к неурожаю, а коли после, то урожай будет добрый.
- Коли грачи летят прямо на свои старые гнезда, то весна будет теплой, а полая вода сбежит вся разом.
- Если грачи взялись приводить в порядок свои гнёзда, значит через сутки-двое наступит теплая, хорошая погода.
- Коли грачи прилетели рано, но за ремонт гнезд не берутся, а только летают над ними и на непродолжительное время садятся на них или возле них и снова взлетают, значит холодная погода простоит ещё несколько дней.
- Коли рано прилетели грачи, но не спешат обновлять свои старые гнезда, значит весна будет затяжной и холодной.
- Если грачи с криком вьются, садятся на гнезда и опять взлетают — погода переменится[8][неавторитетный источник].
- Коли на чёрной кочке увидишь грача, значит под водой началось пробуждение.
- Коли на чистый понедельник (17 марта) красный день, то в лесу будут красные ягоды.
- В старину на Руси, в день Герасима Грачевника крестьяне выпекали хлеб в виде грачей.
- В этот день выживают кикимору (заговорами).
- Поговаривали: «Кто на Грачевника в новые лапти обуется, у того весь день будет шея скрипеть»; «Грачевник грачей пригнал»; «Грач весну принёс»; «Грач на горе — так и весна на дворе»; «Герасим Грачевник грача на Русь ведёт»[9][неавторитетный источник].